# SOLiVE サタデー
『SOLiVE サタデー』（ソライブ サタデー）は、ウェザーニューズ (WNI) が2011年9月24日から2012年11月24日にかけて、ウェザーニューズの24時間動画生放送「SOLiVE24」およびBSデジタル放送（独立データ放送）910ch「ウェザーニュース」で放送していた生放送の特別番組である。

## 概要
通常、SOLiVE24は千葉県千葉市美浜区の幕張テクノガーデンB館2階にある、ウェザーニューズ・グローバルセンターの「ソラスタ」から生放送しているが、この番組については「会える天気予報」という企画として、幕張ではなく、東京都港区芝にある日本生命赤羽橋ビル1階（ウェザーニューズ本社・当時)のCポート1号店から観客（視聴者）を入れた上で公開生放送していた。
以前よりウェザーニューズでは、サポーター（ウェザーリポーター・ファン）が一堂に会することを目的とした企画（主にソラトモパーティー）を展開してきたが、SOLiVE24の公開番組はこの「会える天気予報」企画が初のレギュラー企画となった。またこの番組・企画発足のきっかけとなったのがソラトモパーティーと考えられる。
当番組のタイトル・下段部のスクロール表示については、番組開始当初から新デザイン対応となっている。グラデーションカラー表記はオレンジと黄緑色、四角枠内のデザインは葉っぱをくわえた鳥を描いている。2012年以降の放送分から「SOLiVE24」と番組名の交互表示が開始され、下段部右端のスクロール部分に表示される当番組の文字カラーは桃色表記となる。オープニングのBGMはアップテンポ系をメインに用い、それ以外のコーナーでもいくつかのBGMが使用されている。
2012年1月9日に「SOLiVE24」の番組改編が行われ『SOLiVE ナイト』・『SOLiVE ミッドナイト』を除く全番組に「ウェザーニュース update」のコーナーが設けられたものの、当番組はソラスタではなくCポート1号店から公開生放送を行う関係で「ウェザーニュース update」ふは一切行わない。
2012年7月より、月一回の放送に改編された。（なお、2012年7月は「女子会」として来場者を女性に限定し開催）。2012年11月24日が2012年最後と謳うも、その後行わぬまま事実上の最終回となり、翌年以降各季節毎にパーティ等開催へと移行した。

## 放送日と出演者
キャスター
開始当初から2012年6月30日分までは、『SOLiVE イブニング』と隔週で放送されていた。なお、2011年12月31日放送分は「大晦日年忘れ特番」として、2012年3月10日放送分は「減災特集」として放送された。
放送時間は原則、18時 - 20時。ただし、2011年12月31日は、15時 - 17時で放送された。
※ 尚、公開生放送予定日および前後に気象事変や強めの地震などといった予期せぬ事態等の発生の際は、公開生放送が中止され、千葉・幕張からの送出となる場合がある。

予報センター
- 坂本晃平
- 町田修一
- 森口哲夫
- 小津慎吾
- 小池由高
- 柳博
- 宇野沢達也

- 本田竜也
- 喜田勝

交通気象センター
- 正岡慶子
- 上島光雄
- 渡部一真
- 川邉智一
- 飯田和雄

## 主な番組内容
共通コーナー
- オープニングトーク・今日のラインナップ
- 夕陽写真館（18時台前半）

放送開始前に寄せられたウェザーニュース会員のウェザーリポートより、今日の夕陽風景を紹介する。「SOLiVE サンシャイン」内の1コーナー「日の出写真館」の夕陽版。
- クイズコーナー（※主に18時台後半、タイトルは毎週異なる）
- 全国の天気
- 最新気象情報（随時）

当番組限定コーナー
出演キャスターが毎回異なる関係上、それぞれの放送日に行なわれた限定コーナーを以下に掲載する。なお、2011年12月31日放送分は、開始時間が繰り上げられた関係で内容を一部変更して放送された。

## SOLiVEサタデー 女子会
2012年7月14日に、女性限定のイベント「SOLiVEサタデー 女子会」がCポート1号店で開催された。
- 開催時間 15時 - 16時30分（放送時間は15時30分まで）
- 出演者 井田朱音、今田佐和子、畠山清佳、村田泰謁（井田以外はウェザーニューズ社員）

## SOLiVE Saturday Night LiVE
本放送終了後、2012年4月7日放送分から同年10月6日放送分までソラウタ歌唱アーティストによる30分程度の有料のミニライブが行われた。なお、この模様はSOLiVE24では放送されない(但し、番組終了前に出演アーティストとのクロストーク等行われることはあった)。